# 뱀파이어 연인 3
뱀파이어 연인 3(Twins Of Evil)은 영국에서 제작된 존 후프 감독의 1971년 영화이다. 피터 커싱 등이 주연으로 출연하였고 해리 파인 등이 제작에 참여하였다.

## 출연

### 주연
- 피터 커싱
- 데니스 프라이스

### 조연
- 이소벨 블랙
- 캐슬린 바이론
- 다미엔 토머스

## 제작진
- 원조: 쉐리단 르 파누
- 미술: 로이 스탠나드